# Touffailles
Touffailles est une commune française située dans le nord-ouest du département de Tarn-et-Garonne, en région Occitanie. Sur le plan historique et culturel, la commune est dans le Quercy Blanc, correspondant à la partie méridionale du Quercy, devant son nom à ses calcaires lacustres du Tertiaire.
Exposée à un climat océanique altéré, elle est drainée par la Séoune et par divers autres petits cours d'eau. La commune possède un patrimoine naturel remarquable composé de cinq zones naturelles d'intérêt écologique, faunistique et floristique.
Touffailles est une commune rurale qui compte 336 habitants en 2022, après avoir connu un pic de population de 1 299 habitants en 1831.  Ses habitants sont appelés les Touffaillois ou  Touffailloises.

## Géographie

### Localisation
Commune située dans le Quercy et plus précisément en Quercy blanc, sur la Séoune.
Cette zone du Quercy blanc est aussi appelée Pays de Serres en référence aux petites collines (serres = sierras) qui entourent les vallées.

### Communes limitrophes
Les communes limitrophes sont  Fauroux, Lacour, Lauzerte, Miramont-de-Quercy, Montagudet et Montaigu-de-Quercy.
|         | Montaigu-de-Quercy |            |
| Lacour  | Touffailles        | Lauzerte   |
| Fauroux | Miramont-de-Quercy | Montagudet |

### Hydrographie

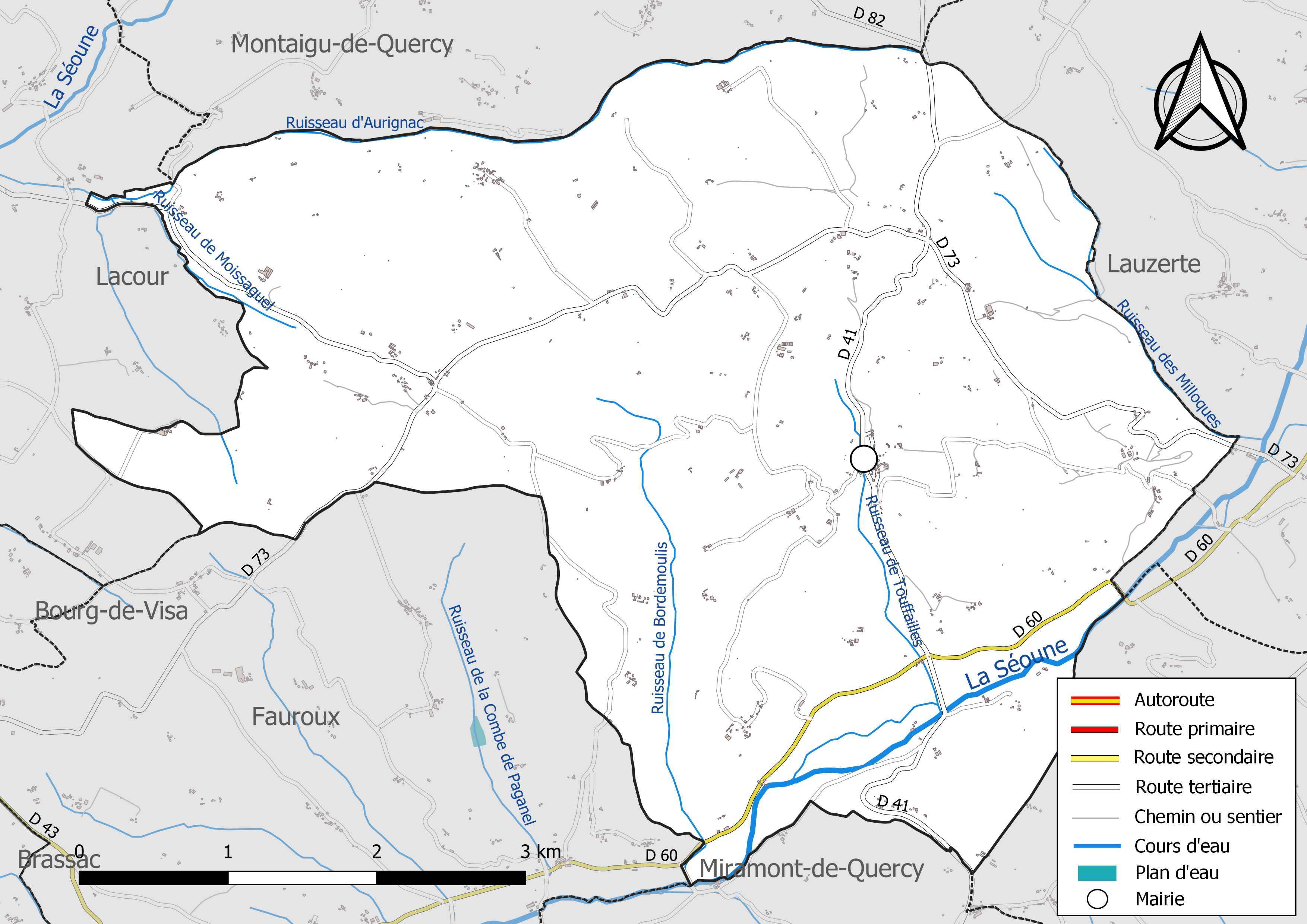
Réseaux hydrographique et routier de Touffailles.

La commune est dans le bassin versant de la Garonne, au sein du bassin hydrographique Adour-Garonne. Elle est drainée par la Séoune, un bras du Ruisseau de Touffailles, le ruisseau d'Aurignac, le ruisseau de Bordemoulis, le ruisseau de Moissaguel, le ruisseau des Milloques, le ruisseau de Touffailles et par deux petits cours d'eau, constituant un réseau hydrographique de 21 km de longueur totale,.
La Séoune, d'une longueur totale de 64,9 km, prend sa source dans la commune de Sauzet et s'écoule du nord-est au sud-ouest. Elle traverse la commune et se jette dans la Garonne à Sauveterre-Saint-Denis, après avoir traversé 24 communes.

### Climat
Pour des articles plus généraux, voir Climat de l'Occitanie et Climat de Tarn-et-Garonne.
En 2010, le climat de la commune est de type climat du Bassin du Sud-Ouest, selon une étude du Centre national de la recherche scientifique s'appuyant sur une série de données couvrant la période 1971-2000. En 2020, Météo-France publie une typologie des climats de la France métropolitaine dans laquelle la commune est exposée à un climat océanique altéré et est dans la région climatique Aquitaine, Gascogne, caractérisée par une pluviométrie abondante au printemps, modérée en automne, un faible ensoleillement au printemps, un été chaud (19,5 °C), des vents faibles, des brouillards fréquents en automne et en hiver et des orages fréquents en été (15 à 20 jours).
Pour la période 1971-2000, la température annuelle moyenne est de 12,7 °C, avec une amplitude thermique annuelle de 15,3 °C. Le cumul annuel moyen de précipitations est de 806 mm, avec 10,9 jours de précipitations en janvier et 6,7 jours en juillet. Pour la période 1991-2020, la température moyenne annuelle observée sur la station météorologique de Météo-France la plus proche, « Lauzerte », sur la commune de Lauzerte à 7 km à vol d'oiseau, est de 13,6 °C et le cumul annuel moyen de précipitations est de 684,3 mm. 
La température maximale relevée sur cette station est de 41,1 °C, atteinte le 24 août 2023 ; la température minimale est de −12,3 °C, atteinte le 9 février 2012,,.
Les paramètres climatiques de la commune ont été estimés pour le milieu du siècle (2041-2070) selon différents scénarios d'émission de gaz à effet de serre à partir des nouvelles projections climatiques de référence DRIAS-2020. Ils sont consultables sur un site dédié publié par Météo-France en novembre 2022.

### Milieux naturels et biodiversité

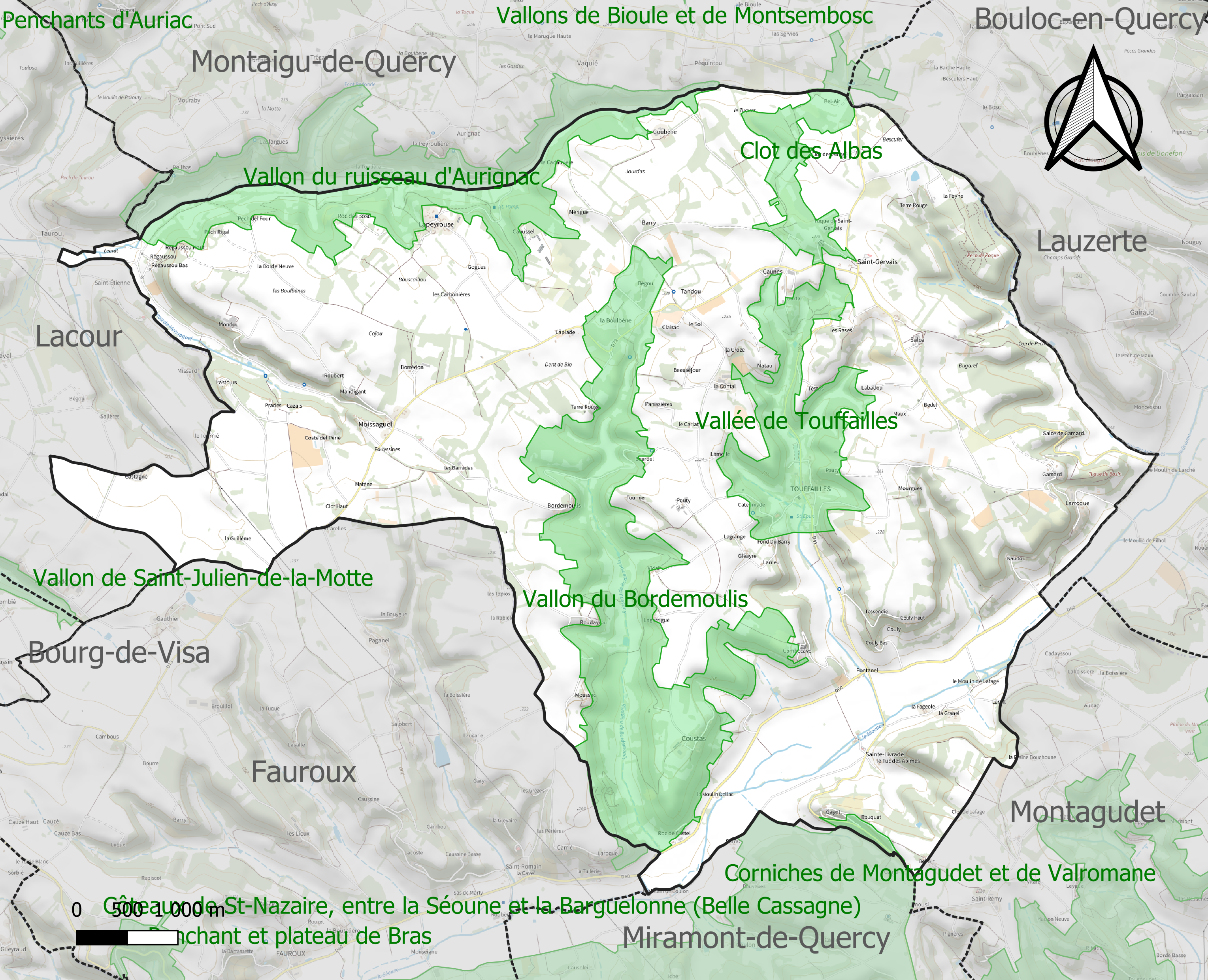
Carte des ZNIEFF de type 1 localisées sur la commune.

L’inventaire des zones naturelles d'intérêt écologique, faunistique et floristique (ZNIEFF) a pour objectif de réaliser une couverture des zones les plus intéressantes sur le plan écologique, essentiellement dans la perspective d’améliorer la connaissance du patrimoine naturel national et de fournir aux différents décideurs un outil d’aide à la prise en compte de l’environnement dans l’aménagement du territoire.
Cinq ZNIEFF de type 1 sont recensées sur la commune :
- le « Clot des Albas » (49 ha), couvrant 3 communes du département[13] ;
- les « coteaux de St-Nazaire, entre la Séoune et la Barguelonne (Belle Cassagne) » (1 337 ha), couvrant 4 communes du département[14] ;
- la « vallée de Touffailles » (106 ha)[15].
- le « vallon du Bordemoulis » (278 ha), couvrant 2 communes du département[16].
- le « vallon du ruisseau d'Aurignac » (216 ha), couvrant 3 communes du département[17] ;

## Urbanisme

### Typologie
Au 1er janvier 2024, Touffailles est catégorisée commune rurale à habitat très dispersé, selon la nouvelle grille communale de densité à sept niveaux définie par l'Insee en 2022.
Elle est située hors unité urbaine et hors attraction des villes,.

### Occupation des sols
L'occupation des sols de la commune, telle qu'elle ressort de la base de données européenne d’occupation biophysique des sols Corine Land Cover (CLC), est marquée par l'importance des territoires agricoles (84,1 % en 2018), en augmentation par rapport à 1990 (83 %). La répartition détaillée en 2018 est la suivante : 
terres arables (59,1 %), zones agricoles hétérogènes (19,9 %), forêts (15,9 %), prairies (5,1 %). L'évolution de l’occupation des sols de la commune et de ses infrastructures peut être observée sur les différentes représentations cartographiques du territoire : la carte de Cassini (XVIIIe siècle), la carte d'état-major (1820-1866) et les cartes ou photos aériennes de l'IGN pour la période actuelle (1950 à aujourd'hui).

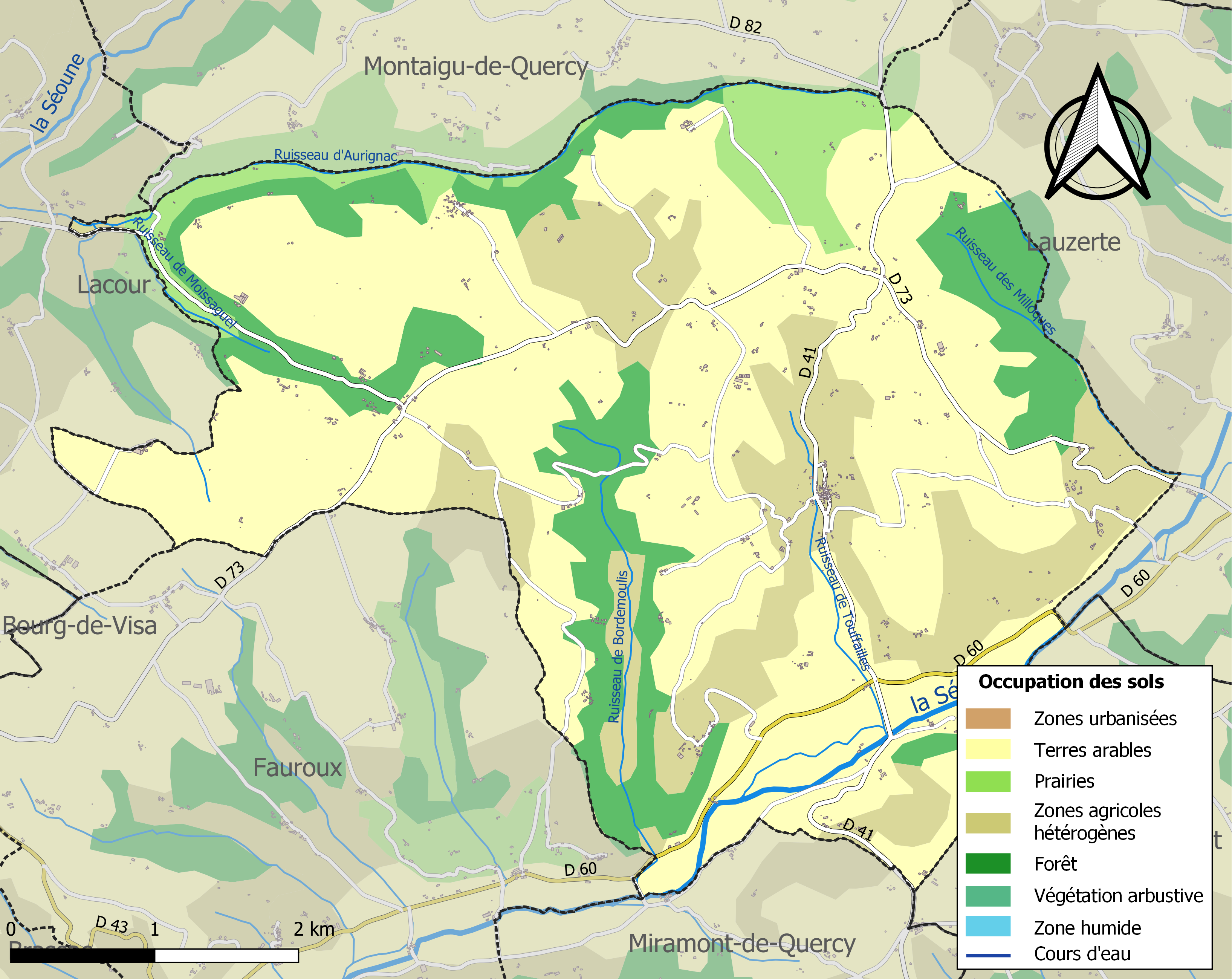
Carte des infrastructures et de l'occupation des sols de la commune en 2018 (CLC).

### Risques majeurs
Le territoire de la commune de Touffailles est vulnérable à différents aléas naturels : météorologiques (tempête, orage, neige, grand froid, canicule ou sécheresse), inondations, mouvements de terrains et séisme (sismicité très faible). Il est également exposé à un risque technologique,  le transport de matières dangereuses. Un site publié par le BRGM permet d'évaluer simplement et rapidement les risques d'un bien localisé soit par son adresse soit par le numéro de sa parcelle.

#### Risques naturels
Certaines parties du territoire communal sont susceptibles d’être affectées par le risque d’inondation par débordement de cours d'eau, notamment la Séoune. La cartographie des zones inondables en ex-Midi-Pyrénées réalisée dans le cadre du XIe Contrat de plan État-région, visant à informer les citoyens et les décideurs sur le risque d’inondation, est accessible sur le site de la DREAL Occitanie. La commune a été reconnue en état de catastrophe naturelle au titre des dommages causés par les inondations et coulées de boue survenues en 1982, 1996, 1999, 2007 et 2008,.
Touffailles est exposée au risque de feu de forêt. Le département de Tarn-et-Garonne présentant toutefois globalement un niveau d’aléa moyen à faible très localisé, aucun Plan départemental de protection des forêts contre les risques d’incendie de forêt (PFCIF) n'a été élaboré. Le débroussaillement aux abords des maisons constitue l’une des meilleures protections pour les particuliers contre le feu,.

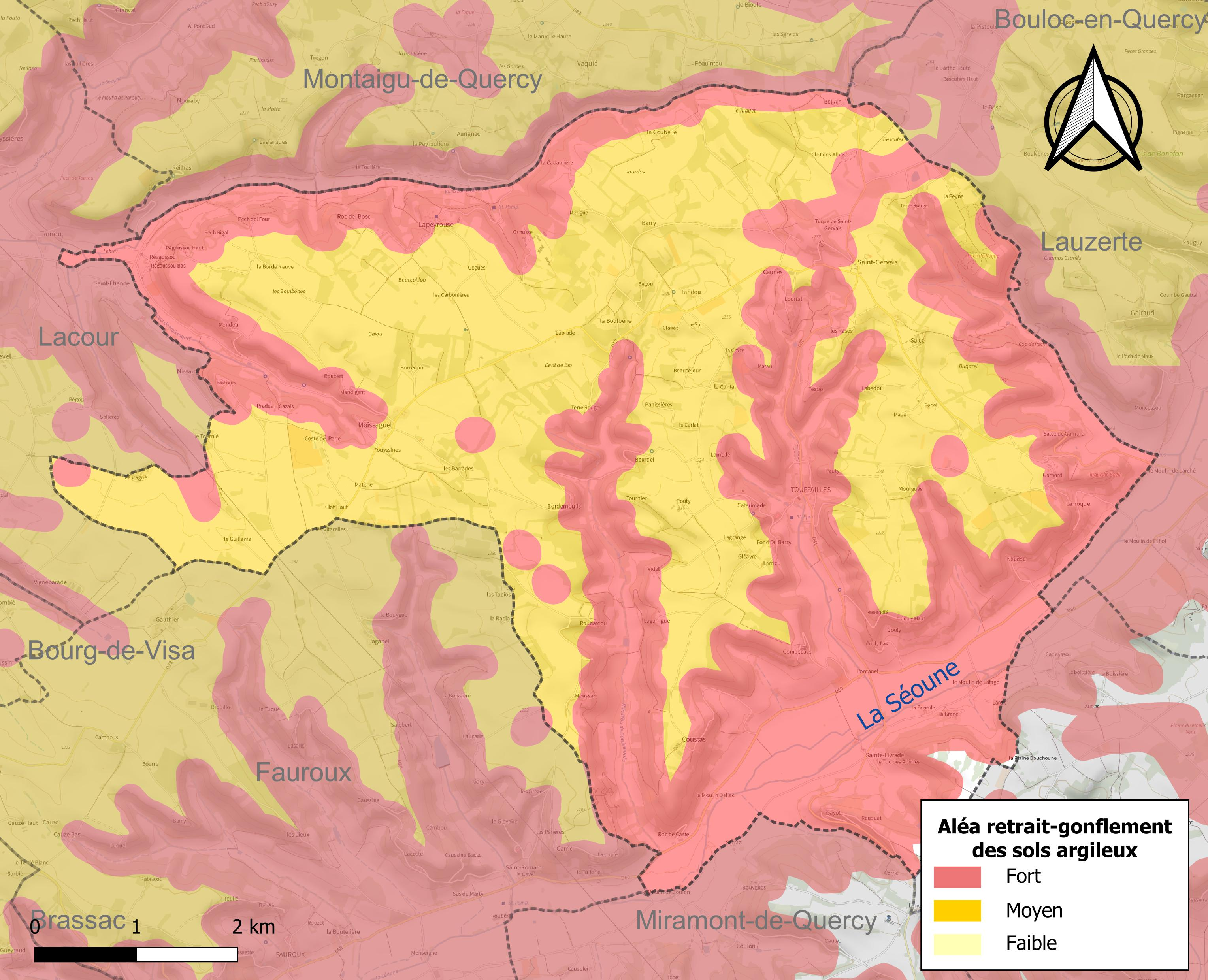
Carte des zones d'aléa retrait-gonflement des sols argileux de Touffailles.

Les mouvements de terrains susceptibles de se produire sur la commune sont des tassements différentiels.
Le retrait-gonflement des sols argileux est susceptible d'engendrer des dommages importants aux bâtiments en cas d’alternance de périodes de sécheresse et de pluie. 99,6 % de la superficie communale est en aléa moyen ou fort (92 % au niveau départemental et 48,5 % au niveau national). Sur les 261 bâtiments dénombrés sur la commune en 2019, 260 sont en aléa moyen ou fort, soit 100 %, à comparer aux 96 % au niveau départemental et 54 % au niveau national. Une cartographie de l'exposition du territoire national au retrait gonflement des sols argileux est disponible sur le site du BRGM,.
Par ailleurs, afin de mieux appréhender le risque d’affaissement de terrain, l'inventaire national des cavités souterraines permet de localiser celles situées sur la commune.
Concernant les mouvements de terrains, la commune a été reconnue en état de catastrophe naturelle au titre des dommages causés par la sécheresse en 1989, 2003, 2011, 2012 et 2017 et par des mouvements de terrain en 1999.

#### Risques technologiques
Le risque de transport de matières dangereuses sur la commune est lié à sa traversée par des infrastructures routières ou ferroviaires importantes ou la présence d'une canalisation de transport d'hydrocarbures. Un accident se produisant sur de telles infrastructures est susceptible d’avoir des effets graves sur les biens, les personnes ou l'environnement, selon la nature du matériau transporté. Des dispositions d’urbanisme peuvent être préconisées en conséquence.

## Histoire
Le nom de Touffailles viendrait de « Toufels » qui désignerait un peuple fédéré aux Goths, les Taïfales. Cette origine serait identique à la ville espagnole de Tafalla. Les remparts d'un ancien château médiéval surplombent le village. Une ancienne ferme et une chapelle en sont les vestiges. Sur la commune, qui s'étend sur plus de 10 km, se trouvent plusieurs chapelles : Moissaguel, Saint-Gervais, Sainte-Livrade. La tradition orale veut qu'une chapelle du nom de Sainte-Marthe aurait brûlée au Moyen Âge, à côté du lieu-dit Lacontal près des champs de lavande du Quercy. À Moissaguel, il y a encore 20 ans, deux restes de tours du château médiéval étaient encore droites. Elles ont vu la visite de Simon de Montfort puis pendant la guerre de Cent Ans, une bataille dans la combe des Anglais.

### Héraldique
| Touffailles | Son blasonnement est : Parti : au premier de gueules au léopard d'or armé et lampassé d'azur, au second d'azur à la fleur de lys d'or ; au chef-pal d'argent chargé d'une tour de sable ouverte et maçonnée aussi d'argent, brochant sur le tout. |

## Politique et administration
| Période                                  | Période                       | Identité              | Étiquette | Qualité |
| ---------------------------------------- | ----------------------------- | --------------------- | --------- | ------- |
| 1793                                     | 1796                          | Jacques Gras          |           |         |
| 1796                                     | 1801                          | Jean Dellac           |           |         |
| 1801                                     | 1814                          | Pierre Rouge-Prades   |           |         |
| 1814                                     | 1815                          | Jean-Pierre Dupeyron  |           |         |
| 1815                                     | 1834                          | Hugues Hilaire Gras   |           |         |
| 1834                                     | 1866                          | Pierre Marcel Rey     |           |         |
| 1866                                     | mai 1892                      | Jean-Baptiste Lacombe |           |         |
| mai 1982                                 | juillet 1892                  | Charles Lasjeunies    |           |         |
| juillet 1892                             | 1902                          | Jean-Baptiste Lacombe |           |         |
| 1902                                     | 1908                          | Pierre Rouge-Prades   |           |         |
| 1908                                     | 1919                          | Jean Raynal           |           |         |
| 1919                                     | 1935                          | Jean Tregan           |           |         |
| 1935                                     | 1944                          | Edmond Raynal         |           |         |
| 1944                                     | 1945                          | Damy Darles           |           |         |
| 1945                                     | 1977                          | Ernest Bord           |           |         |
| 1977                                     | 1983                          | Eloi Panissieres      |           |         |
| 1983                                     | 1995                          | Jacques Alazard       |           |         |
| 1995                                     | 2014                          | André Couderc         |           |         |
| mars 2014                                | En cours (au 16 juillet 2014) | Jean Michel Barreau   |           |         |
| Les données manquantes sont à compléter. |                               |                       |           |         |

## Démographie
L'évolution du nombre d'habitants est connue à travers les recensements de la population effectués dans la commune depuis 1793. Pour les communes de moins de 10 000 habitants, une enquête de recensement portant sur toute la population est réalisée tous les cinq ans, les populations de référence des années intermédiaires étant quant à elles estimées par interpolation ou extrapolation. Pour la commune, le premier recensement exhaustif entrant dans le cadre du nouveau dispositif a été réalisé en 2004.

En 2022, la commune comptait 336 habitants, en évolution de −3,72 % par rapport à 2016 (Tarn-et-Garonne : +3,12 %, France hors Mayotte : +2,11 %).
| 1793 | 1800  | 1806  | 1821  | 1831  | 1836  | 1841  | 1846  | 1851  |
| ---- | ----- | ----- | ----- | ----- | ----- | ----- | ----- | ----- |
| 870  | 1 041 | 1 267 | 1 256 | 1 299 | 1 284 | 1 265 | 1 265 | 1 163 |

| 1856  | 1861  | 1866  | 1872  | 1876 | 1881 | 1886 | 1891 | 1896 |
| ----- | ----- | ----- | ----- | ---- | ---- | ---- | ---- | ---- |
| 1 173 | 1 099 | 1 074 | 1 011 | 960  | 940  | 929  | 800  | 756  |

| 1901 | 1906 | 1911 | 1921 | 1926 | 1931 | 1936 | 1946 | 1954 |
| ---- | ---- | ---- | ---- | ---- | ---- | ---- | ---- | ---- |
| 732  | 732  | 723  | 570  | 544  | 534  | 542  | 512  | 484  |

| 1962 | 1968 | 1975 | 1982 | 1990 | 1999 | 2004 | 2006 | 2009 |
| ---- | ---- | ---- | ---- | ---- | ---- | ---- | ---- | ---- |
| 441  | 398  | 361  | 361  | 359  | 346  | 368  | 371  | 396  |

| 2014 | 2019 | 2022 | - | - | - | - | - | - |
| ---- | ---- | ---- | - | - | - | - | - | - |
| 361  | 339  | 336  | - | - | - | - | - | - |

## Économie

### Revenus
En 2018, la commune compte 139 ménages fiscaux, regroupant 290 personnes. La médiane du revenu disponible par unité de consommation est de 17 170 € (20 140 € dans le département).

### Emploi
|                | 2008  | 2013   | 2018   |
| -------------- | ----- | ------ | ------ |
| Commune        | 7,6 % | 8,9 %  | 5 %    |
| Département    | 8,4 % | 10,2 % | 10,3 % |
| France entière | 8,3 % | 10 %   | 10 %   |

En 2018, la population âgée de 15 à 64 ans s'élève à 201 personnes, parmi lesquelles on compte 67,8 % d'actifs (62,8 % ayant un emploi et 5 % de chômeurs) et 32,2 % d'inactifs,. Depuis 2008, le taux de chômage communal (au sens du recensement) des 15-64 ans est inférieur à celui de la France et du département.
La commune est hors attraction des villes,. Elle compte 81 emplois en 2018, contre 101 en 2013 et 84 en 2008. Le nombre d'actifs ayant un emploi résidant dans la commune est de 131, soit un indicateur de concentration d'emploi de 61,6 % et un taux d'activité parmi les 15 ans ou plus de 46,7 %.
Sur ces 131 actifs de 15 ans ou plus ayant un emploi, 62 travaillent dans la commune, soit 47 % des habitants. Pour se rendre au travail, 65,4 % des habitants utilisent un véhicule personnel ou de fonction à quatre roues, 0,8 % les transports en commun, 4,7 % s'y rendent en deux-roues, à vélo ou à pied et 29,2 % n'ont pas besoin de transport (travail au domicile).

### Activités hors agriculture

#### Secteurs d'activités
35 établissements sont implantés  à Touffailles au 31 décembre 2019. Le tableau ci-dessous en détaille le nombre par secteur d'activité et compare les ratios avec ceux du département,.
| Secteur d'activité                                                                                        | Commune | Commune | Département |
| Secteur d'activité                                                                                        | Nombre  | %       | %           |
| --- | ------- | ------- | ----------- |
| Ensemble                                                                                                  | 35      |         |             |
| Industrie manufacturière, industries extractives et autres                                                | 4       | 11,4 %  | (9,6 %)     |
| Construction                                                                                              | 7       | 20 %    | (14,9 %)    |
| Commerce de gros et de détail, transports, hébergement et restauration                                    | 7       | 20 %    | (29,7 %)    |
| Information et communication                                                                              | 2       | 5,7 %   | (1,9 %)     |
| Activités spécialisées, scientifiques et techniques et activités de services administratifs et de soutien | 9       | 25,7 %  | (14,1 %)    |
| Administration publique, enseignement, santé humaine et action sociale                                    | 2       | 5,7 %   | (13,6 %)    |
| Autres activités de services                                                                              | 4       | 11,4 %  | (9,3 %)     |

Le secteur des activités spécialisées, scientifiques et techniques et des activités de services administratifs et de soutien est prépondérant sur la commune puisqu'il représente 25,7 % du nombre total d'établissements de la commune (9 sur les 35 entreprises implantées  à Touffailles), contre 14,1 % au niveau départemental.

#### Entreprises et commerces
La commune est essentiellement agricole et son activité commerciale et artisanale est très rurale. L'agriculture pratiquée est très variée avec la pratique de la polyculture élevage. Les cultures de plateaux (blé, tournesol, ail, semences de carottes ou d'oignon...) parfois irriguées par le réseau d'eau, voisinent avec les cultures de la vallée de la Séoune (semences, maïs, soja, petits pois, tournesol.. melon du Quercy, tabac...). Le chasselas de Moissac a disparu de la commune. On trouve encore des pruniers d'Ente, utilisés pour le pruneau d'Agen. De nombreuses fermes ont encore un four à sécher le pruneau dans leurs murs. Touffailles était au début du XXe siècle un marché très important de pruneaux d'Agen.
La polyculture élevage est présente au travers des bovins viande (blondes d'Aquitaine) ou lait. Des brebis de Lacaune élèvent aussi leurs agneaux fermiers du Quercy. La culture de la lavande du Quercy, était très présente sur la commune dans les années 1950 et 1960, on trouve encore d'anciennes lavanderaies dans des endroits presque secrets. Depuis 2006, on assiste à sa réintroduction et à sa distillation à Touffailles.
Le village a une boulangerie-épicerie à côté d'un terrain de camping pour les hôtes de passage.

### Agriculture
La commune est dans le pays de Serres, une petite région agricole située dans le nord-ouest du département de Tarn-et-Garonne. En 2020, l'orientation technico-économique de l'agriculture  sur la commune est la polyculture et/ou le polyélevage. 
|               | 1988  | 2000  | 2010  | 2020  |
| ------------- | ----- | ----- | ----- | ----- |
| Exploitations | 55    | 36    | 28    | 27    |
| SAU (ha)      | 1 731 | 1 854 | 1 686 | 1 788 |

Le nombre d'exploitations agricoles en activité et ayant leur siège dans la commune est passé de 55 lors du recensement agricole de 1988  à 36 en 2000 puis à 28 en 2010 et enfin à 27 en 2020, soit une baisse de 51 % en 32 ans. Le même mouvement est observé à l'échelle du département qui a perdu pendant cette période 57 % de ses exploitations,. La surface agricole utilisée sur la commune a quant à elle augmenté, passant de 1 731 ha en 1988 à 1 788 ha en 2020. Parallèlement la surface agricole utilisée moyenne par exploitation a augmenté, passant de 31 à 66 ha.

## Culture locale et patrimoine

### Lieux et monuments

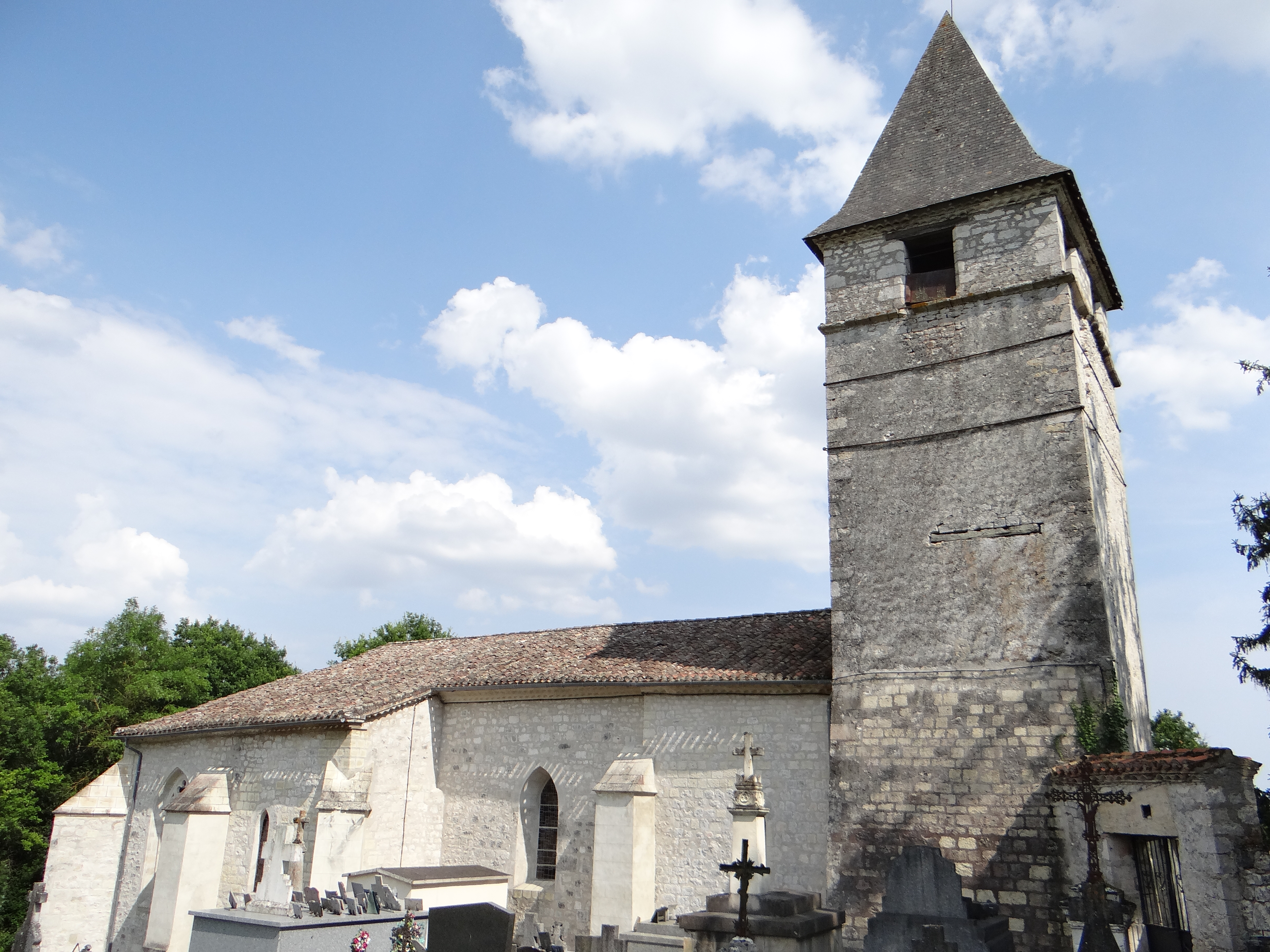
Église Saint-Christophe.

- Chapelle de La Tuque de Saint Gervais, située à l'extérieur du village en direction de Montaigu-de-Quercy. Elle se compose d'un chœur du XVe siècle et d'une nef remontée au XVIIe siècle. À l'arrière, en montant sur le sommet qui la surplombe, on peut observer un très beau panorama et apercevoir le village médiéval de Lauzerte par beau temps.
- Église Saint-Christophe de Touffailles. L'église (avec les fresques) sont classées aux Monuments Historiques depuis le 1er juillet 1991[38].
- Église Sainte-Livrade de Sainte-Livrade. (désaffectée).
- Église Saint-Germain-d'Auxerre de Moissaguel.
- Église Saint-Gervais de Saint-Gervais. L'édifice est référencé dans la base Mérimée et à l'Inventaire général Région Occitanie[39]. Plusieurs objets sont référencés dans la base Palissy (voir les notices liées)[39].
- Des randonnées sont balisées autour du village pour découvrir ce paysage très varié à dimension humaine.
- Au lieu-dit Lastours, il reste peu de ruines des tours de Moissaguel, qui ont fini de s'effondrer en 1983. Alpaïs de Ungac, veuve du seigneur de Lacour, Arnaud de Durfort, épouse un frère du pape Clément V. Grâce à ce soutien, son fils Aymeric de Durfort construit un important château entre 1310 et 1330, dont l'enceinte pouvait contenir 500 soldats. Ce château passe avec Gaillard de Durfort dans le camp anglais en 1345, et est assiégé puis pris par le comte d'Armagnac, du parti français, dans le dernier trimestre de 1346, ce qui donna lieu à  une grande bataille.

Le château changera de camp plusieurs fois au fil des traités et batailles de la guerre de 100 ans, jusqu'à ce qu'il soit conquis et détruit, sauf deux tours, en 1405 par Gaillard de Pechpeyrou pour le compte du roi de France. Au début du XVIème siècle une transaction fait passer les restes de château dans les biens de l'abbaye de Saint-Maurin.

## Pour approfondir